# High Spirits (film)
High Spirits is een komische fantasyfilm uit 1988 geschreven en geregisseerd door Neil Jordan. Het is een Iers-Britse-Amerikaanse productie.

## Synopsis
Omwille uit financiële problemen heeft Peter Plunkett zijn voorouderlijk huis, het vervallen Kasteel Plunkett, omgebouwd tot een bed and breakfast met de bedoeling het om te vormen tot "het meest spookachtige kasteel van Europa". Onder de gasten bevinden zich Jack Crawford en zijn vrouw Sharon Brogan, parapsycholoog Malcolm Clay met zijn vrouw Marge en drie kinderen, Miranda en toekosmtig priester Tony. Jack achterhaalt dat de ware toedracht voor zijn vakantie niet "het herbeleven van de tweede huwelijksreis" is. Sharon blijkt de dochter te zijn van de schuldeiser van Peter. Als Peter niet uit zijn financiële problemen geraakt, zal Jim Brogan het kasteel afbreken en heropbouwen in een pretpark in Malibu.
Iedereen is verbaasd dat er wel degelijk geesten aanwezig zijn die allerhande, meestal onschuldige, grappen en spokerijen uithalen met de gasten.

## Rolverdeling
| Acteur           | Personage                |
| ---------------- | ------------------------ |
| Daryl Hannah     | Mary Plunkett Brogan     |
| Peter O'Toole    | Peter Plunkett           |
| Steve Guttenberg | Jack Crawford            |
| Beverly D'Angelo | Sharon Brogan Crawford   |
| Liam Neeson      | Martin Brogan            |
| Jennifer Tilly   | Miranda                  |
| Peter Gallagher  | broeder Tony             |
| Ray McAnally     | Plunkett Senior          |
| Martin Ferrero   | Malcolm Clay             |
| Connie Booth     | Marge Clay               |
| Donal McCann     | Eamon                    |
| Liz Smith        | Lavinia Plunkett         |
| Mary Coughlan    | Katie                    |
| Ruby Buchanan    | grootmoeder Nan          |
| Isolde Cazelet   | Julia                    |
| Aimée Delamain   | overgrootmoeder Plunkett |
| Tom Hickey       | Sampson                  |
| Krista Hornish   | Wendy Clay               |
| Little John      | wachter                  |
| Preston Lockwood | grootoom Peter           |
| Paul O'Sullivan  | Graham Clay              |
| Hilary Reynolds  | Patricia                 |
| Tony Rohr        | Christy                  |
| Matthew Wright   | Woody Clay               |

## Nominatie
| Westrijd                     | Categorie                | Ontvanger(s) | Resultaat   | Ref.  |
| ---------------------------- | ------------------------ | ------------ | ----------- | ----- |
| Golden Raspberry Awards 1988 | Worst Supporting Actress | Daryl Hannah | Genomineerd | [ 3 ] |